# LADA B+ Cross
LADA B+ Cross — кроссовер на базе LADA Vesta, представленный в 2025 году компанией Lada.

## Описание
LADA B+ Cross дебютировал в конце января 2024 года в Тольятти. На церемонии представления модели побывал президент Российской Федерации Владимир Путин.
Официальная презентация модели намечена на июнь 2025 года на мероприятии ПМЭФ-2025. Производство и продажи намечены на 2026—2027 гг.
По габаритам модель сопоставима с Haval Jolion, Geely Coolray и Chery Tiggo 4.

## Технические характеристики
LADA B+ Cross оснащается 1,6-литровым 16-клапанным двигателем ВАЗ-21129 мощностью 122 л. c. или же 1,8-литровым двигателем EVO мощностью 135 л. с. (возможны поставки 1,5-литровых двигателей мощностью 150 л. с., аналогично Haval Jolion) Коробка передач — шестиступенчатая механическая или же бесступенчатая.